# Jim Stork
Jim Stork (sinh ngày 3 tháng 11 năm 1966) là một doanh nhân và chính khách người Mỹ đến từ Florida.
Stork sinh ra ở Gainesville, Florida và lớn lên ở Greensboro, North Carolina. Ông tốt nghiệp Đại học Bắc Carolina tại Chapel Hill, và chuyển đến Thành phố New York, nơi ông trở thành nhân viên bán hàng cho Phòng thí nghiệm Campbell. Stork đã hạ cánh thành công sản phẩm chủ lực của Campbell, thuốc chữa mụn rộp môi Herpecin, lên kệ của Wal-Mart, giúp ông được thăng chức lên giám đốc điều hành. Ông trở thành chủ tịch của công ty một thời gian ngắn vào năm 1995 sau cái chết của người sáng lập công ty; công ty sau đó đã được thanh lý theo ý muốn của người sáng lập.
Sau đó Stork chuyển đến Wilton Manors, Florida; nơi ông mở Stork's Cafe and Bakery. Nhà hàng trở nên nổi tiếng sau khi khai trương vào năm 1997, và Stork trở thành một nhân vật nổi tiếng trong cộng đồng người đồng tính lớn của thành phố. Ông được bầu làm thị trưởng của Wilton Manors năm 2002, kế nhiệm John Fiore. Do đó, Wilton Manors trở thành thành phố đầu tiên ở Hoa Kỳ bầu hai thị trưởng đồng tính công khai liên tiếp.
Stork trở thành bạn đời lãng mạn với Ronald Ansin, một nhà từ thiện nổi tiếng ở Bostonian, người gây quỹ của đảng Dân chủ, và là anh trai của tỷ phú Edmund Ansin vào năm 2002. Cặp đôi này rất nổi tiếng trên toàn quốc vì sự ủng hộ của họ cho các hoạt động xã hội và chính trị khác nhau.
Stork tuyên bố ứng cử vào khu vực bầu cử thứ 22 của Florida vào năm 2004, tranh cử với tư cách là ứng cử viên Đảng Dân chủ chống lại Clay Shaw đương nhiệm bảy nhiệm kỳ. Quận quốc hội số 22 của Florida là một khu vực bầu cử cho Quốc hội Hoa Kỳ, nằm ở đông nam Florida. Có trụ sở tại Nam Florida. Quận được thành lập vào năm 1993 theo Điều tra dân số Hoa Kỳ năm 1990, hầu hết nằm ngoài Quận 15 trước đây. E. Clay Shaw, Jr., người đã đại diện cho thứ 15 và những người tiền nhiệm của nó từ năm 1981. Quận này bao gồm đường bờ biển từ trung tâm Quận Broward đến phía Bắc Quận Palm Beach và là trung tâm của cuộc bầu cử tổng thống đang tranh chấp năm 2000 ở Florida và cuộc kiểm phiếu tiếp theo.
Stork đã huy động được hơn 1 triệu đô la từ hơn 9000 người đóng góp và đã sẵn sàng cung cấp cho Shaw thử thách đáng tin cậy thứ ba từ trước đến nay, ngay cả sau khi khu học chánh được vẽ lại vào năm 2003 theo Điều tra dân số Hoa Kỳ năm 2000, cắt bỏ tất cả Lauderdale-by-the-Sea, Lazy Lake, Lighthouse Point, Sea Ranch Lakes, Wilton Manor và Oakland Park (nổi tiếng với số lượng lớn người LGBT và cư dân thiểu số), cũng như một phần của Coconut Creek, Deerfield Beach, Fort Lauderdale, Plantation, Pompano Beach, và Sunrise. Xa hơn về phía bắc trong Quận Palm Beach, khu dân biểu này bao quanh Atlantis, Boca Raton, Briny Breezes, Bãi biển Delray, Sân gôn, Dòng chảy Vịnh, Hypoluxo, Bờ hồ Clarke, Manalapan, Ocean Ridge, Bãi biển Palm, Palm Springs và Bãi biển Nam Palm, và  cũng bao gồm các phần của Bãi biển Boynton, Hồ Worth, Lantana, Bãi biển Riviera và Bãi biển Tây Palm.
Mặc dù Stork bị buộc phải bỏ cuộc đua vào tháng 8 năm 2004 do tình trạng tim có vấn đề, việc phân chia lại Quốc hội thứ 22 của bang Florida của Wilton Manor và Công viên Oakland, là những động lực thúc đẩy việc thông qua các Tu chính án của Quận Fair. Một Tòa án Khu vực Florida đã đưa ra ý kiến trong vụ kiện Romo v. Detzner, một vụ việc xem xét liệu các khu dân biểu của Florida có vi phạm hiến pháp của bang đó hay không. Phán quyết cuối cùng của tòa án là bản đồ quốc hội do cơ quan lập pháp Florida vẽ và thông qua vào năm 2012 vi phạm Hiến pháp của Quận Công bằng đối với hiến pháp của Florida, được thông qua bởi sáng kiến của công dân vào năm 2010 nhằm loại bỏ ảnh hưởng của đảng phái khỏi quá trình tái phân chia khu. Liên đoàn các cử tri phụ nữ của Florida là nguyên đơn tổ chức chính trong vụ kiện.